# Enes juvencus
Enes juvencus là một loài bọ cánh cứng trong họ Cerambycidae.